# Une ravissante idiote
Une ravissante idiote é um filme francês de comédia sobre a Guerra Fria de 1964, dirigido por Édouard Molinaro e estrelado por Anthony Perkins e Brigitte Bardot.

## Sinopse
Harry Compton (Perkins) é um espião soviético que está numa missão oficial para obter informações confidenciais da OTAN sobre uma mobilização militar. O agente da inteligência klutzy precisa contar com o instinto de seu novo agente, que acaba recebendo ajuda de sua namorada Penélope (Bardot) para completar a missão, mas ele é idiota demais para conseguir ter algum sucesso.

## Elenco
- Brigitte Bardot como Penelope Lightfeather
- Anthony Perkins como Harry Compton / Nicholas Maukouline
- Grégoire Aslan como Bagda
- Jean-Marc Tennberg como Cartwright
- Hans Verner como Farington
- Jacques Monod como Surgeon